# Haze (rappeur allemand)
Pour les articles homonymes, voir Haze.
Haze, de son vrai nom David Bošnjak (né à Villingen-Schwenningen) est un rappeur allemand, originaire de Karlsruhe.

## Biographie
Peu avant le déclenchement de la guerre de Croatie, les parents d'origine croate fuient la République socialiste de Croatie vers Villingen-Schwenningen en Allemagne, où leur fils naît peu après. La famille déménage à Karlsruhe. Haze apprend le hip-hop à la fin des années 1990 et début des années 2000, qui est la plus grande influence pour sa musique. Il y a aussi de la musique rock croate et yougoslave. Le nom Haze fait référence à la variété de cannabis "Haze", qui fait souvent l'objet de ses textes. Il commence à rapper dans les années 2010.
Des contacts sont pris avec 187 Strassenbande, pour qui il fait des premières parties. Il choisit Hadi El-Dor comme manager, qui a déjà travaillé avec des artistes tels que Sierra Kidd, Vega et MoTrip. Haze est cofondateur du label indépendant Alte Schule Records, qui est distribué par Universal.
Avant la sortie de son premier album Guten Abend, Hip Hop… le 29 avril 2016, il fait la première partie de la tournée de RAF Camora. Il atteint la 30e place en Allemagne, en Autriche et en Suisse. Sur cet album, outre Raf Camora und MoTrip, il y a le rappeur viennois Svaba Ortak. Die Zwielicht LP publié en 2018 est 3e en Allemagne, 7e en Autriche et 12e en Suisse. La troisième album, Brot & Spiele, sorti en 2020, est peu après numéro 2 en Allemagne, numéro 1 en Autriche et sixième en Suisse.

## Discographie
Albums
- 2016 : Guten Abend, Hip Hop…
- 2018 : Die Zwielicht LP
- 2020 : Brot & Spiele

EP
- 2015 : Wie der Hase läuft
- 2018 : Zukunft EP

Mixtapes
- 2012 : Blues ausm Block
- 2014 : Karlsruher Schule

## Source de la traduction
- (de) Cet article est partiellement ou en totalité issu de l’article de Wikipédia en allemand intitulé « Haze (Rapper) » (voir la liste des auteurs).

1. 1 2  (de) Tamara Güclü, « „Mit Rap nach 2000 kann ich kaum etwas anfangen“—Haze im Interview », sur Noisey, 2016 (consulté le 8 avril 2020)
2. 1 2 3  (de) « Discographie von Haze », sur offiziellecharts.de (consulté le 8 avril 2020)
3. 1 2 3  « Discographie Haze », sur austriancharts.at (consulté le 8 avril 2020)
4. 1 2 3  (de) « Discographie Haze », sur hitparade.ch (consulté le 8 avril 2020)